# Église Saint-Paul (Uccle)
Pour les articles homonymes, voir Église Saint-Paul.
L'église Saint-Paul (en néerlandais : Sint-Pauluskerk) est un édifice religieux catholique sis à la rue Baron Van Hamme à Uccle (Bruxelles). Construite dans les années 1940 et ouverte au culte en 1952, l'église est depuis 2015 à la disposition de la communauté orthodoxe roumaine de Bruxelles. 

## Histoire
La paroisse Saint-Paul d'Uccle-Stalle fut créée en 1925. La construction de l'église actuelle sur la rue Baron Guillaume Van Hamme, conçue par l'architecte Gaudin, a commencé en 1942, mais elle s'est avérée difficile à cause de la forte déclivité de la rue. Ainsi, le bâtiment fut fini en 1942, mais la consécration officielle de l'église aura lieu plus tard, dix années après le début de la construction, en 1952.

## Patrimoine
Parmi les œuvres d'art que l'on trouve à l'intérieur de l'église, il y a un tabernacle et un chemin de croix en cuivre, mais les plus importants sont la sculpture en bois du Christ datant du XVe siècle et la véritable statue de Notre Dame de Stalle Notre Dame des Sept Douleurs.
À présent l'église est considérée monument historique (le guide Geodruid Ukkel 2012).